# Хутір

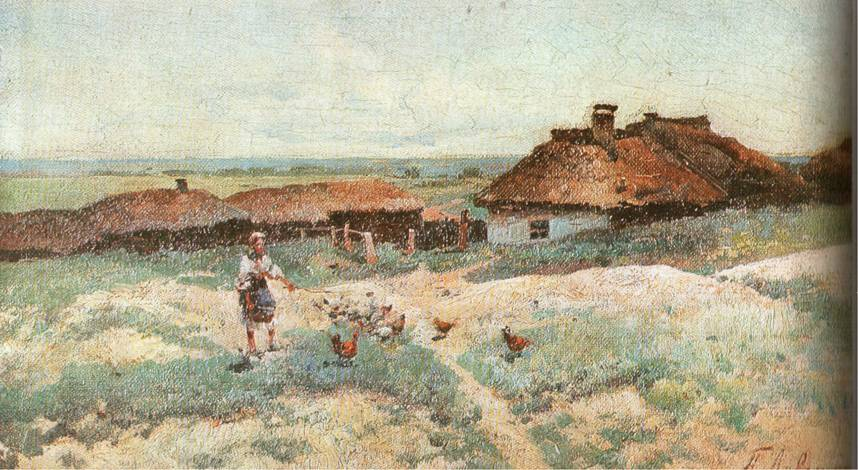
Петро Левченко. «Хутір», 1890-1910-ті роки

Ху́тір — вид сільського населеного пункту, найчастіше в декілька дворів або однодвірного, де садибні та польові роботи виконувалися одноосібно чи групою споріднених або пов'язаних спільними господарчими інтересами людей.

## Мовне походження
Походження слова не зовсім ясне. Припускається запозичення з угор. határ «кордон, межа», до якого зводяться словен. határ «межа, край», сербохорв. ха̏та̑р «належні селу землі», укр. хота́р.
На думку Макса Фасмера до східнослов'янських мов слово потрапило із старо-верхньо-нім. huntari та швед. hundari, також півд.-нім. hufe; далі з української перейшло до пол. - chutor, futor.
Виведення слова з араб. quṭr «сторона, місцевість» викликає сумнів, оскільки цього слова немає в тюркських мовах, через посередництво яких арабізми потрапляли в українську. Споріднені назви вживаються в інших мовах рос. ху́тор, біл. ху́тар, пол. futor, [chutor].

## Історія
У багатьох європейських країнах, починаючи з Раннього Середньовіччя, хутір — це господарська одиниця чи функціональний елемент організації земельної власності. Слово «футор» має також значення — складова, елемент механізму (зокрема господарства).
В українських землях з часів Визвольної війни — дрібне землеволодіння козаків, міщан, вільних селян. За Столипінською реформою хутір — це земельна ділянка, що виділялася у приватне володіння селянській родині з перенесенням на неї садиби.
Хутір як загальний спосіб поселення виник завдяки інтенсивній обробці землі. Хутори виникали у добу засвоєння нових земель, коли створювалися хуторські господарства із розміщенням усіх земель і господарських забудов на одному місці. З XVI століття на запорозьких землях, а згодом на Чорноморщині і Донщині, поставали хутори-зимівники. У XIX століття хутори поширилися, особливо у Волинській губернії, водночас і на українських землях під Австро-Угорщиною.
Споріднені з хуторами були так звані відруби і відрубні господарства, в яких земельні угіддя і частина забудов скупчувалися разом, а сама селянська садиба і далі залишалася у селі. На початку XX ст. аграрна політика Російської імперії з метою зміцнення селянського стану сприяла творенню хутірських господарств. За Столипинської реформи (1907—1916) було створено 1,6 млн хутірських господарств з 16 млн десятин землі. У 8 українських губерніях на хутори і відруби припадало 2,7 млн десятин, якими володіли 400 тис. (14 %) селянських дворів.
Радянська влада за НЕПу толерувала хутірні господарства, але почала їх ліквідувати за колективізації сільського господарства, тавруючи хліборобів на хуторах як куркулів, що нібито були головною перешкодою колективізації. У Західній Україні хутори-садиби, але не як господарства, продовжували існувати і за радянських часів через обмаль житлових приміщень у колгоспних селах. Хоча радянська влада намагалася переносити їх у села, у Рівненській, Волинській та інших областях і в наш час (2010-ті рр.) можна бачити багато окремих садиб поза основною забудовою сіл.
Однак у 1939 – 1940 рр. відбувається примусова ліквідація всієї хутірської системи розселення в Україні. Ідеологічною підосновою послужило офіційне визнання того, що наявність малих поселень і хуторів сприяє збереженню одноосібницької, приватновласницької психології, перешкоджає включенню хуторян у формування нових відносин, гальмує соціалістичні перетворення на селі. Лише у 1939 р. було переселено близько 180 тис. дворів колгоспників. Однак і після війни ця практика тривала. Лише в одній Полтавській області протягом 1946 р. з хуторів було виселено 15113 господарств. Такий стан речей, не в останню чергу був зумовлений відсутністю поняття «хутір» в нормативно-правових актах УРСР.
Однак ліквідація «безперспективних сіл» тривала. Внаслідок цієї політики в Тернопільській області у 1946 – 1957 рр. припинили існування 202 населені пункти. Крім того, певний вплив на існування сільських населених пунктів у Західній Україні в процесі боротьби з оунівським підпіллям мали і радянські репресивні органи. Траплялися випадки, коли виселяли цілі села. Так, усе с. Каніщуковки Камінь-Каширського району Волинської області було вивезене до Дніпропетровської області. А за постановою Тернопільського облвиконкому від 16 січня 1946 р. виселялися зі своїх садиб усі мешканці сіл Бурянівка і Слобідка Товстенецького району та с. Саранчуки Бережанського району. Такі заходи проводилися і в інших областях щодо інших населених пунктів Тернопільської області. 
Політика на зселення продовжилась і в 1960-х рр. Так, у 1964 р. лише у Володимир-Волинському районі у зв'язку з «переселенням» зникло 17 сіл . Очевидно, що ця практика стала можливою, оскільки законодавчо не був визначений статус сільських населених пунктів як адміністративно-територіальних одиниць та відсутні нормативно закріплені критерії їх утворення.
Одночасно з ліквідацією неперспективних сіл влада «оголосила війну» хуторам, причому ця політика мала регіональні особливості. На відміну від порядку зселення хуторів у східних областях, де зселенню підлягали хутори з кількістю дворів до 10, в західних областях перевага виселенню надавалась населеним пунктам із кількістю дворів до 25. Освячена ця політика була Постановою ЦК КП(б)У та Радою Міністрів УРСР від 4 липня 1952 р. «Про зселення господарств із хуторів у Західних, Ізмаїльській, Чернівецькій та Закарпатській областях УРСР». Особливо інтенсивно відбувався процес зселення хуторів у Волинській та Ровенській областях. Так, у Волинській області з січня 1951 р. до вересня 1952 р. з хуторів було зселено 32,2 тис. селянських господарств, у Ровенській – понад 9 тис. господарств.
Протягом 1950–1952 років на території західноукраїнських областей, Закарпаття та Ізмаїльщини із хуторів було переселено 91 226 господарств.
У 1959 р. в Україні нараховувалося близько 7 тис. хуторів. У 1960-1970-ті рр. в Українській РСР, як і всьому СРСР, проводилась політика ліквідації «неперспективних» сіл, передусім хуторів, які нібито гальмували процес укрупнення сільських поселень. Ці поселення були приєднані до ближніх сіл і зняті з обліку, у багатьох з них були ліквідовані заклади соціальної сфери (фельдшерсько-акушерські пункти, початкові школи, клуби), вони поступово занепадали й втрачали своїх мешканців.

Протягом 1959–1979 років кількість сільських поселень в Україні скоротилася на 12 400.
Подібною до хуторової є система фермерських поселень і господарств у Канаді і США. Українські поселенці кінця XIX і початку XX століть творили хутори-ферми, головним чином, в трьох степових провінціях Канади та в Північній Дакоті, США.